# Franziskanerkloster Hildesheim

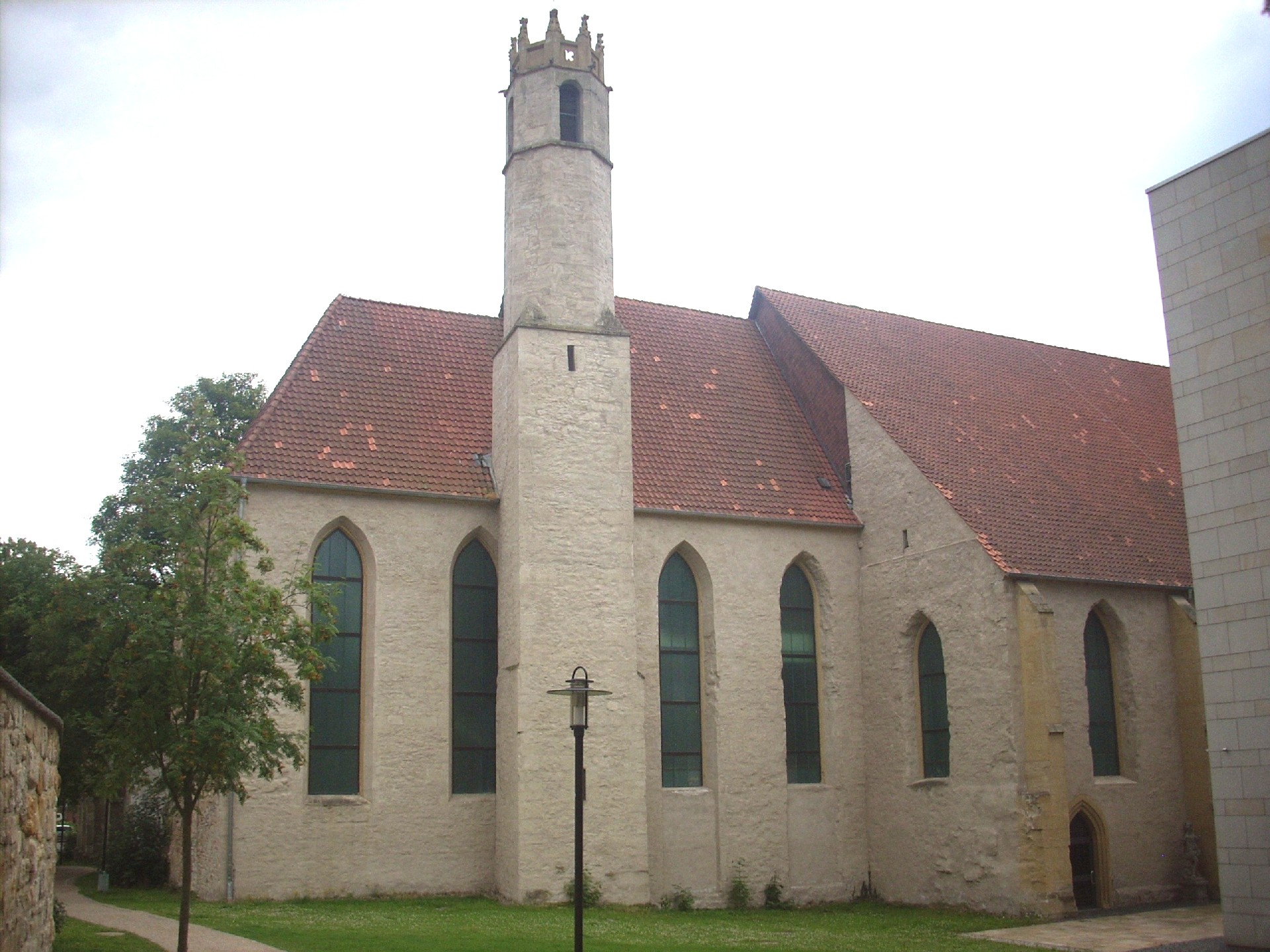
Ehemalige Klosterkirche St. Martin

Das Franziskanerkloster St. Martini Hildesheim bestand von 1223 bis zu seiner Auflösung infolge der Reformation um die Mitte des 16. Jahrhunderts. Danach waren die Franziskaner noch mehrmals für einige Jahre oder Jahrzehnte in Hildesheim ansässig.

## Gründung und Entwicklung
Die Nachrichten in einzelnen Chroniken, dass die Brüder des 1210 gegründeten Franziskanerordens bereits bei ihrer ersten, erfolglosen Reise nach Deutschland auch Hildesheim erreicht hätten, lassen sich nicht bestätigen, ebenfalls nicht ein Hinweis, dass der Ordensgründer Franz von Assisi selbst 1222 auf einem Ordenskapitel in der Stadt gesprochen habe, da Franziskus nach heutigen Erkenntnissen nie in Deutschland war. Die Franziskaner ließen sich ab 1221 vorzugsweise in deutschen Bischofsstädten (Augsburg, Würzburg, Mainz, Köln) dauerhaft nieder. Hildesheim erreichten sie von Speyer aus als erstes Ziel in Norddeutschland im Jahr 1223; von dort aus gründeten sie noch im selben Jahr Niederlassungen in Goslar, Braunschweig, Magdeburg und Halberstadt.
In Hildesheim wurden sie gefördert von Bischof Konrad II., der starke Sympathien für die neuen Ordensgemeinschaften der Franziskaner, Dominikaner und Magdalenerinnen empfand und mit der Ansiedlung dieser Orden der städtischen Bevölkerung mit den „modernen“ Formen der Seelsorge eine ihnen angemessene religiöse Alternative bieten wollte; das Dominikanerkloster in Hildesheim mit der St.-Paulus-Kirche wurde 1231 gegründet, das Frauenkloster St. Maria Magdalena 1227/28. Als papsttreuer Orden stärkten die Franziskaner die Position des Bischofs gegenüber den weltlichen Landesherren und konnten auch bei Auseinandersetzungen mit der örtlichen Führungsschicht vermitteln und den Bischof unterstützen. 1223 predigte der Obere der auf Wunsch des heiligen Franziskus nach Deutschland entsandten Brüder, Johannes de Plano Carpini, mit der Erlaubnis Bischof Konrads erstmals in der Stadt. Das Domkapitel nahm sie gastfreundlich auf und stellte ihnen eine erste einfache Unterkunft, möglicherweise am Nikolaihospital am Brühl beim Godehardkloster, nach anderer Auffassung vielleicht (später?) an der Nikolaikapelle in der Dammstadt zur Verfügung.
Etwa gegen 1240 überließ Bischof Konrad II. den Franziskanern einen Bauplatz innerhalb der Domimmunität westlich des Domhügels mit dem Dom an der Straße zur Innerste und dem dortigen Stadttor (heute: Dammstraße, Gelände bis zur Straße Am Steine), so dass zwischen 1240 und 1246 ein Kloster mit Nebengebäuden und die Kirche errichtet werden konnten; über sein Aussehen liegen keine Beschreibungen vor. Aufgrund bauhistorischer Forschungen und dem Vergleich mit zeitgenössischen Klosterbauten der Franziskaner ist von einer geschlossenen vierflügeligen
Anlage um einen Kreuzgang auszugehen. Die Klosterkirche trug das Patrozinium des heiligen Martin.

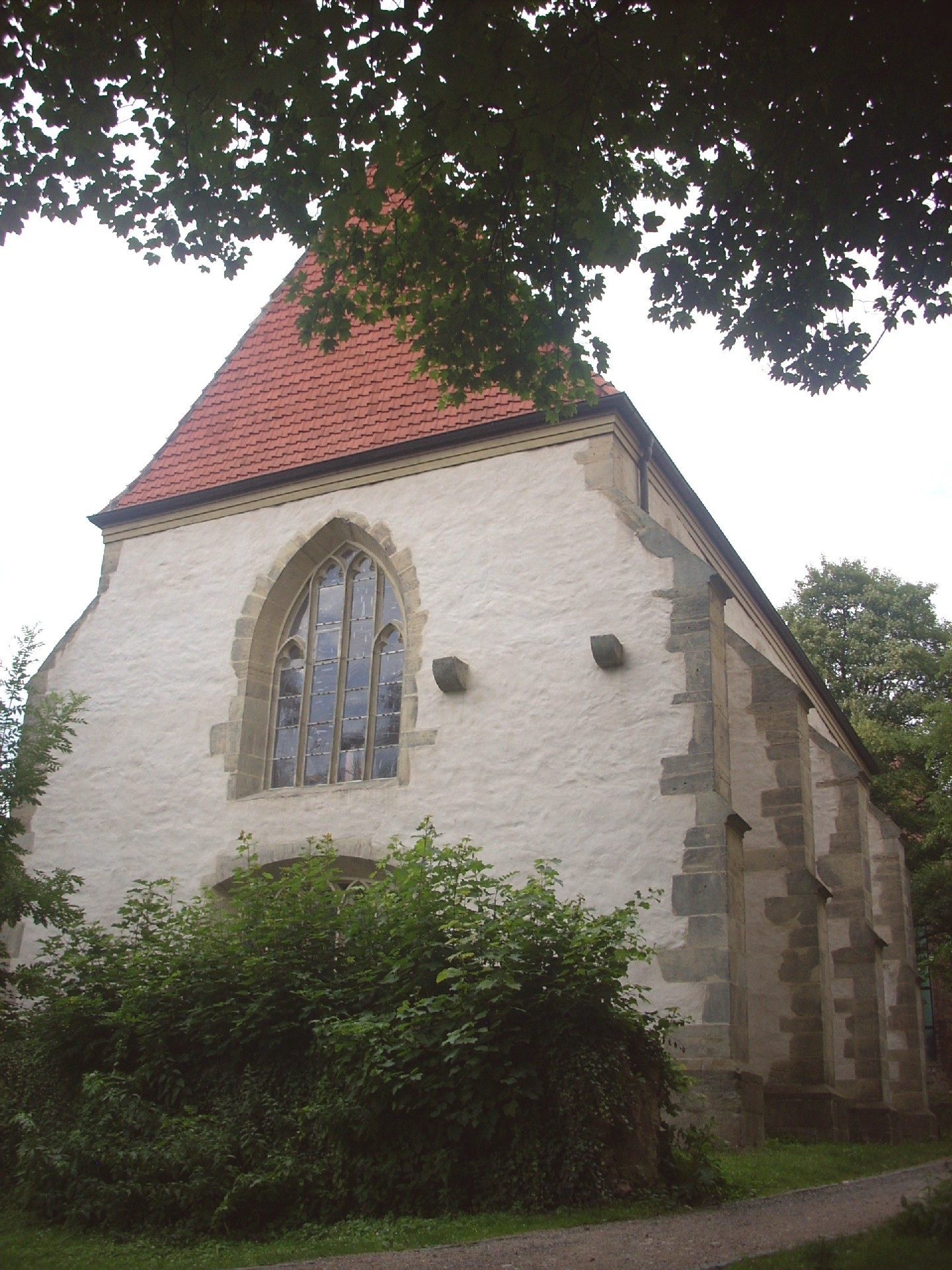
Portiunkula-Kapelle

1245 gab es beim Kloster, das zur Sächsischen Franziskanerprovinz (Saxonia) gehörte, bereits ein Studium für den Ordensnachwuchs, mehrfach fand in Hildesheim das Provinzkapitel der Saxonia statt, so 1321 und 1402. Ein Mitglied des Konvents war Bruder Konrad, der sich stark in der Sorge für Arme engagierte. Nach seinem Tod am 6. Oktober 1261 wurde er zum Gegenstand von Legenden, die Bevölkerung nannte ihn Conradus Sanctus oder pater sanctus („heiliger Vater“). Sein Grab in der Klosterkirche wurde zum Ziel vieler Gläubiger, und 1466 gewährte Weihbischof Johannes einen 40-tägigen Ablass für alle Besucher des Grabes. Wegen der daraus entstehenden Wallfahrt wurden in der zweiten Hälfte des 15. Jahrhunderts, möglicherweise jedoch bereits im 14. Jahrhundert die Gebäude von Kloster und Kirche teilweise durch einen Neubau ersetzt, in den der vorherige Kreuzgang integriert wurde; die Kirche wurde um ein nördliches Seitenschiff vergrößert. An der Südseite der Kirche sind Teile der ehemaligen Klosterbebauung erhalten. Zwei Türen führten hier aus der Kirche in zwei Kreuzgangflügel des Klosters, wo auch die Sakristei lag. An die Ostseite der Kirche schließt sich die 1490 vollendete rechteckige Portiunkula-Kapelle in gotischem Stil an, deren Untergeschoss wahrscheinlich als Leichenhaus für die Franziskaner diente. Sie gehört heute zum Roemer- und Pelizaeus-Museum.
Mehrere Mitglieder des Konvents wurden zu Weihbischöfen im Bistum Hildesheim, so gegen Ende des 14. Jahrhunderts Heinrich von Halle, der im Anschluss auch Weihbischof in den Bistümern Brandenburg, Magdeburg und nach 1403 im Bistum Halberstadt war, ferner 1436 Johannes Winkelmann und ab 1502 der frühere Provinzial der Saxonia, Ludwig von Siegen (oder Segen). Guardian Hermann Etzen († zwischen 1465 und 1470) war Lektor in Halberstadt, Magdeburg und Erfurt und wurde durch verschiedene theologische Werke bekannt. Die Hildesheimer Franziskaner hatten eine konfliktfreie Beziehung zum Rat der Stadt, von dem sie wiederholt Unterstützung bei Bauvorhaben und Bauunterhaltung erhielten. Seit Beginn des 15. Jahrhunderts hatte das Kloster vermehrt Einkünfte durch Jahrzeitgedächtnisse oder Seelgerätstiftungen (Memorien) und andere Zuwendungen.

## Auflösung im Zuge der Reformation
Im Gegensatz zu den meisten anderen Klöster in Hildesheim wurde der Franziskanerkonvent während der Reformation nach 1542 aufgelöst. Im August 1542 wurde die Kirche für die Öffentlichkeit geschlossen, die Franziskaner konnten darin jedoch zunächst weiter Gottesdienst feiern. Wer evangelisch werden wollte, dem wurde eine Predigerstelle in Aussicht gestellt. Nach den Ratswahlen 1543 trat eine Verschärfung und Beschneidung weiterer Rechte ein. Die Brüder, die nicht protestantisch werden wollten, wurden 1544 der Stadt verwiesen und gingen ins Kölner Franziskanerkloster, acht alte konnten bleiben und erhielten vom Stadtrat eine Rente. Die Klosterkirche St. Martini wurde nach der Zerstörung der Johanneskirche 1547 lutherische Pfarrkirche. Pastor dort wurde Konrad Lüdekke, der letzte Guardian des Franziskanerklosters, der protestantisch geworden war und heiratete.
Die beiden letzten verblieben Franziskaner verzichteten 1556 auf den Besitz der Klostergebäude für sich und übertrugen ihn auf die Pfarrkirche St. Martini, damit die Gebäude zusammenblieben. Stephan Gutowski weist darauf hin, dass die Brüder dabei nicht die Ordensprovinz Saxonia mit den Besitzrechten bedachten, ein Zeichen dafür, dass die Provinz zu dem Zeitpunkt wegen der zahlreichen Klosterschließungen bereits weitgehend untergangen war. Das Grabmal des verehrten Conradus Sanctus und andere Kunstwerke in der Kirche wurden in der Folge zerstört und eingeebnet, zahlreiche Kelche, Kreuze, Schmuckstücke, Paramente und weitere liturgische Geräte wurden beschlagnahmt und verwertet, das Kupfer am Turm und das „Kirchenglöcklein“ wurden entfernt.

## Niederlassungen im 17. und 20. Jahrhundert
1632 kehrten einige Franziskaner auf Fürsprache des Domkapitels gegenüber dem Stadtrat zurück, mussten das Kloster jedoch aufgrund der der kriegerischen Entwicklung 1634 wieder verlassen, wobei sie die wiedergefundenen Gebeine Konrads, die sie zunächst in der Kirche erneut beigesetzt hatten, mitnahmen. Die Kirche wurde wieder lutherisch. Das Kloster wurde als Waisenhaus und Viehstall genutzt; 1859 wurde in den Räumlichkeiten auf Initiative Hermann Roemers das bis heute bestehende Museum eingerichtet. Der Museumsverein kaufte die Gebäude und baute sie zu Ausstellungszwecken um. Teile der Kirchenausstattung verblieben bei der Kirchengemeinde und gingen in den Besitz des Museumsvereins über, darunter einige Gemälde, die aus der Kirche stammen.
Von 1953 bis 1973 unterhielten die Franziskaner der Schlesischen Provinz in Hildesheim das Antonius-Schülerheim und blieben anschließend noch bis 1987 als Seelsorger in dem Gebäude an der Alfelder Straße. 1988 kamen drei Brüder für einige Jahre als Seelsorger an die  Heilig-Kreuz-Kirche.